# يونيو 2008
يونيو 2008 هو الشهر السادس من عام 2008، بدأ يوم الأحد، وأنتهى يوم الأثنين، وأمتد لثلاثين يومًا.

## بوابة:أحداث جارية
| \| 1 يونيو 2008 (الأحد) \| عدل \| تاريخ \| راقب \| تصفح \| |     |       |      |      |
| - أمير الكويت يوجه تحذيراً صارماً للنواب والخرافي رئيسا لمجلس الأمة (العربية) - إسرائيل تعلن عن خطط لبناء 884 مسكناً في القدس الشرقية وإخلاء بؤرة استيطانية شمال الضفة الغربية (العربية) - خلاف على حقائب الوزارات الخدمية يؤخر إعلان الحكومة اللبنانية (العربية) - قرار ديمقراطي باحتساب نتائج فلوريدا وميشيغان (الجزيرة) - إسرائيل تطلق الأسير اللبناني نسيم نسر من سجن الرملة (الجزيرة) |     |       |      |      |
| 1 يونيو 2008 (الأحد) | عدل | تاريخ | راقب | تصفح |

| 1 يونيو 2008 (الأحد) | عدل | تاريخ | راقب | تصفح |

| \| 2 يونيو 2008 (الإثنين) \| عدل \| تاريخ \| راقب \| تصفح \| |     |       |      |      |
| - الرئيس الإيراني: إسرائيل ستختفي من على الخريطة (رويترز) - مفجر انتحاري يقتل خمسة في مدينة الموصل العراقية (رويترز) - أولمرت يلتقي عباس قبل سفره إلى واشنطن (بي بي سي) - سورية: سنتعاون مع مفتشي وكالة الطاقة (بي بي سي) - الدنمارك تستنكر استهداف سفارتها في باكستان (بي بي سي) |     |       |      |      |
| 2 يونيو 2008 (الإثنين) | عدل | تاريخ | راقب | تصفح |

| 2 يونيو 2008 (الإثنين) | عدل | تاريخ | راقب | تصفح |

| \| 3 يونيو 2008 (الثلاثاء) \| عدل \| تاريخ \| راقب \| تصفح \| |     |       |      |      |
| - ارتفاع قتلى تفجير الموصل واعتقالات بتكريت والكوت (الجزيرة) - مجلس الأمن يمدد ستة أشهر للجنة التحقيق باغتيال الحريري (الجزيرة) - موفاز يؤكد معارضته انسحاب إسرائيل من الجولان (الجزيرة) - كلينتون تتجه للإقرار بتفوق أوباما وتطمع بشغل منصب نائب الرئيس وستؤجل قرار تعليق حملتها لتحسين موقعها في المفاوضات مع منافسها (العربية) - أولمرت يقر بناء مستوطنات جديدة بالقدس الشرقية قبل زيارته لأمريكا وأكد أن بلاده ستمارس سيادتها على القدس إلى الأبد (العربية) - البرلمان الإسرائيلي قد يصوت على اجراء انتخابات مبكرة (رويترز) |     |       |      |      |
| 3 يونيو 2008 (الثلاثاء) | عدل | تاريخ | راقب | تصفح |

| 3 يونيو 2008 (الثلاثاء) | عدل | تاريخ | راقب | تصفح |

| \| 4 يونيو 2008 (الأربعاء) \| عدل \| تاريخ \| راقب \| تصفح \| |     |       |      |      |
| - بوش لأولمرت: إيران تشكل تهديداً للسلام (بي بي سي) - مقتل 12 على الاقل في انفجار شاحنة ملغومة ببغداد (بي بي سي) - أوباما يبدأ معركته مع ماكين ويعد الأميركيين بالتغيير (الجزيرة) - معارضة الصومال تغادر اجتماع جيبوتي بسبب مشاركة إثيوبية (الجزيرة) - دعوات بقمة روما لزيادة الإنتاج وجدل بشأن الوقود الحيوي (الجزيرة) - العاهل السعودي يفتتح المؤتمر الإسلامي العالمي للحوار في مكة بمشاركة 500 شخصية من 50 دولة (العربية) - لبنان: الموالاة والمعارضة تتبادلان الاتهامات حول تأخر تشكيل الحكومة وسليمان يدعو إلى الحوار كسبيل للحل (العربية) |     |       |      |      |
| 4 يونيو 2008 (الأربعاء) | عدل | تاريخ | راقب | تصفح |

| 4 يونيو 2008 (الأربعاء) | عدل | تاريخ | راقب | تصفح |

| \| 5 يونيو 2008 (الخميس) \| عدل \| تاريخ \| راقب \| تصفح \| |     |       |      |      |
| - وزير خارجية الإمارات يصل بغداد في زيارة غير مسبوقة-(سي إن إن) - الظواهري لأهل غزة: من يحاصركم خائن من جندي الأمن إلى مبارك-(سي إن إن) - أمريكا: القضاء العسكري يبرئ ضابطاً بقضية مجزرة حديثة-(سي إن إن) - باكستان: القاعدة تتبنى مهاجمة سفارة الدنمارك-(سي إن إن) - الصحف العربية: أوباما مرتد صفع العرب-(سي إن إن) - قتيل و3 جرحى في هجوم بصاروخ على جنوب إسرائيل (بي بي سي) |     |       |      |      |
| 5 يونيو 2008 (الخميس) | عدل | تاريخ | راقب | تصفح |

| 5 يونيو 2008 (الخميس) | عدل | تاريخ | راقب | تصفح |

| \| 6 يونيو 2008 (الجمعة) \| عدل \| تاريخ \| راقب \| تصفح \| |     |       |      |      |
| - مسيرة فلسطينية أمام معبر رفح للمطالبة برفع الحصار عن غزة وأولمرت يهدد بالتصعيد (الجزيرة) - انتهاء الجلسة التمهيدية لمحاكمة متهمي القاعدة بغوانتانامو (الجزيرة) - مقتل وإصابة 10 جنود جزائريين في هجوم شرق العاصمة (العربية) - مقتل شخص وإصابة آخر بجروح خطيرة في مواجهات أمنية بتونس (العربية) - لافروف: جورجيا لن تحل أزمتها الداخلية بالانضمام للناتو-(سي إن إن) - نسبة البطالة في الولايات المتحدة تبلغ 5,5 في المائة (بي بي سي) |     |       |      |      |
| 6 يونيو 2008 (الجمعة) | عدل | تاريخ | راقب | تصفح |

| 6 يونيو 2008 (الجمعة) | عدل | تاريخ | راقب | تصفح |

| \| 7 يونيو 2008 (السبت) \| عدل \| تاريخ \| راقب \| تصفح \| |     |       |      |      |
| - اتهامات إعلامية سودانية بتورط ليبيا في الغزو الفاشل لأم درمان (العربية) - الرئيس السنغالي يجتمع مع ممثلين من حماس وفتح (رويترز) - رئيس البرلمان التركي يسعى لتقليص صلاحيات المحكمة الدستورية (رويترز) - ميدفيديف يريد استثمارات طويلة الأجل في روسيا (رويترز) |     |       |      |      |
| 7 يونيو 2008 (السبت) | عدل | تاريخ | راقب | تصفح |

| 7 يونيو 2008 (السبت) | عدل | تاريخ | راقب | تصفح |

| \| 8 يونيو 2008 (الأحد) \| عدل \| تاريخ \| راقب \| تصفح \| |     |       |      |      |
| - المالكي: لا نقبل باستخدام العراق لضرب إيران (بي بي سي) - البشير وسيلفا كير يوقعان اتفاقا بشأن أبيي (بي بي سي) - 12 قتيلا بانفجارين شرقي الجزائر (بي بي سي) - مقتل 3 جنود بريطانيين في أفغانستان (بي بي سي) - ياباني يقتل سبعة أشخاص طعنا بسكين (بي بي سي) |     |       |      |      |
| 8 يونيو 2008 (الأحد) | عدل | تاريخ | راقب | تصفح |

| 8 يونيو 2008 (الأحد) | عدل | تاريخ | راقب | تصفح |

| \| 9 يونيو 2008 (الإثنين) \| عدل \| تاريخ \| راقب \| تصفح \| |     |       |      |      |
| - مشعل يؤكد استعداد حماس للحوار مع عباس (الجزيرة) - الاشتباكات المسلحة تعود إلى لبنان وتتسبب بجرح 4 في البقاع وذلك على خلفية شجار طائفي (العربية) - خامنئي: الوجود الأمريكي مشكلة العراق الرئيسية (بي بي سي) - عباس: استمرار توسيع المستوطنات الإسرائيلية أكبر عقبة في طريق السلام (بي بي سي) - بدء عودة القوات الأسترالية من العراق (بي بي سي) - مواطن ألماني من أصل عربي يريد متابعة الـCIA (بي بي سي) |     |       |      |      |
| 9 يونيو 2008 (الإثنين) | عدل | تاريخ | راقب | تصفح |

| 9 يونيو 2008 (الإثنين) | عدل | تاريخ | راقب | تصفح |

| \| 10 يونيو 2008 (الثلاثاء) \| عدل \| تاريخ \| راقب \| تصفح \| |     |       |      |      |
| - ثلاثة شهداء في قصف مدفعي إسرائيلي شرقي غزة (الجزيرة) - أولمرت يبحث مع معاونيه موقف إسرائيل من التهدئة مع حماس (الجزيرة) - سوريا تقلل من احتمالات إجراء محادثات مباشرة مع إسرائيل (رويترز) - مشكلات أولمرت وتضاؤل الوقت يخيمان على جولة رايس في الشرق الأوسط (رويترز) - مخاوف من مقتل مئة في احتراق طائرة في السودان (رويترز) |     |       |      |      |
| 10 يونيو 2008 (الثلاثاء) | عدل | تاريخ | راقب | تصفح |

| 10 يونيو 2008 (الثلاثاء) | عدل | تاريخ | راقب | تصفح |

| \| 11 يونيو 2008 (الأربعاء) \| عدل \| تاريخ \| راقب \| تصفح \| |     |       |      |      |
| - في إعلان اعتبرته حماس غير جدي إسرائيل تقرر منح فرصة لجهود التهدئة بغزة وتبقي جيشها متأهباً (العربية) - الأمن الإيراني يبطل قنبلة زرعت أمام بيت السفير العراقي بطهران (العربية) - في خطوة اعتبرها مراقبون قبولاً بالاستقالة من رئاسة الوزارة أولمرت يبيح إجراء انتخابات في كاديما تمهيداً لعزله عن رئاسة الحزب (العربية) - بريطانيا: مجلس العموم يقر قانوناً جدلياً لمكافحة الإرهاب-(سي إن إن) - بوش: أفضل الدبلوماسية مع إيران والخيارات الأخرى قائمة-(سي إن إن) - باكستان تدين الغارة الأمريكية وتصفها بالجبانة (بي بي سي) - أحمدي نجاد: بوش الشرير فشل في ضرب إيران (بي بي سي) |     |       |      |      |
| 11 يونيو 2008 (الأربعاء) | عدل | تاريخ | راقب | تصفح |

| 11 يونيو 2008 (الأربعاء) | عدل | تاريخ | راقب | تصفح |

| \| 12 يونيو 2008 (الخميس) \| عدل \| تاريخ \| راقب \| تصفح \| |     |       |      |      |
| - إدانة ثلاثة أردنيين بالتخطيط لحساب حماس (بي بي سي) - مقتل سبعة فلسطينيين في أنفجار منزل شمالي غزة (بي بي سي) - بوش يعلن التزامه بقرار المحكمة العليا الذي نص على حق سجناء معسكر جوانتنامو في كوبا في الطعن قضائيا (بي بي سي) - كاردينال بالفاتيكان يصرح قائلا: العالم مهووس بالإسلام (بي بي سي) - محققون سودانيون يواصلون التقصي في سبب حادث طائرة الركاب التي أندلعت فيها النيران عقب هبوطها (الجزيرة) - الجيش الأمريكي يعلن مقتل أربعة من القاعدة شمال بغداد (الجزيرة) |     |       |      |      |
| 12 يونيو 2008 (الخميس) | عدل | تاريخ | راقب | تصفح |

| 12 يونيو 2008 (الخميس) | عدل | تاريخ | راقب | تصفح |

| \| 13 يونيو 2008 (الجمعة) \| عدل \| تاريخ \| راقب \| تصفح \| |     |       |      |      |
| - أفغانستان: تفجير كبير بسجن في قندهار وانباء عن ضحايا (بي بي سي) - واشنطن: المحادثات مع بغداد ليست امام حائط مسدود (بي بي سي) - جدل في باريس أثر دعوة الأسد لحضور العيد الوطني الفرنسي (بي بي سي) - إسرائيل تعلن عن مشروع استيطاني جديد بالقدس لبناء 1300 مسكن (العربية) - إسبانيا تسلم الولايات المتحدة تاجر سلاح سوري شرط عدم إعدامه (العربية) |     |       |      |      |
| 13 يونيو 2008 (الجمعة) | عدل | تاريخ | راقب | تصفح |

| 13 يونيو 2008 (الجمعة) | عدل | تاريخ | راقب | تصفح |

| \| 14 يونيو 2008 (السبت) \| عدل \| تاريخ \| راقب \| تصفح \| |     |       |      |      |
| - سولانا يطالب طهران بوقف التخصيب خلال مفاوضات الحوافز في ظل إصرار إيراني وخيبة أمل أميركية (الجزيرة) - موسى يحمل اللبنانيين مسؤولية تأخر تشكيل الحكومة (الجزيرة) - متمردو تشاد يخلون منطقة حدودية والحكومة تؤكد استعادتها (الجزيرة) - بوش وساركوزي: لن نسمح لإيران بان تكون دولة نووية (بي بي سي) - حماس تتهم إسرائيل بإفشال جهود مصر للتهدئة (بي بي سي) - نوري المالكي: المفاوضات التي نجريها مع الولايات المتحدة حول الاتفاقية الاستراتيجية وصلت إلى طريق مسدود بسبب المطالب الأمريكية التي تنتهك السيادة العراقية (بي بي سي) - فرار المئات من سجن قندهار في أفغانستان، ومقتل 4 أمريكيين (بي بي سي) |     |       |      |      |
| 14 يونيو 2008 (السبت) | عدل | تاريخ | راقب | تصفح |

| 14 يونيو 2008 (السبت) | عدل | تاريخ | راقب | تصفح |

| \| 15 يونيو 2008 (الأحد) \| عدل \| تاريخ \| راقب \| تصفح \| |     |       |      |      |
| - استعدادات لشن حملة في محافظة ميسان العراقية بعد لجوء مليشيات شيعية إليها والمالكي أمهلهم 4 أيام لإلقاء السلاح (العربية) - رايس تنتقد خطط الاستيطان الإسرائيلية (بي بي سي) - بوش في لندن في ختام جولته الأوروبية (بي بي سي) - كرزاي: قد نعبر الحدود مع باكستان لملاحقة طالبان (بي بي سي) - تشاد تقر باستيلاء المتمردين على أم دم وفرنسا تنأى بنفسها (الجزيرة) - باريس تصف مباحثات موفديها في دمشق بالبناءة (الجزيرة) - هنية: سنفاجئ الجميع إذا انطلق الحوار دون شروط (الجزيرة) |     |       |      |      |
| 15 يونيو 2008 (الأحد) | عدل | تاريخ | راقب | تصفح |

| 15 يونيو 2008 (الأحد) | عدل | تاريخ | راقب | تصفح |

| \| 16 يونيو 2008 (الإثنين) \| عدل \| تاريخ \| راقب \| تصفح \| |     |       |      |      |
| - عقوبات أوروبية وشيكة على إيران (بي بي سي) - السعودية ترفع من إنتاج النفط ابتداء من شهر تموز/يوليو (بي بي سي) - رايس من لبنان تعتبر أن الوقت حان لحل قضية مزارع شبعا وتلتقي سليمان وقادة الأكثرية وذلك بعد أن أنهت زيارة جديدة لدفع عملية السلام بلقاء عباس وأولمرت (العربية) - انتهاء محادثات سوريا وإسرائيل في تركيا باتفاق على لقاءات دورية وأولمرت: المفاوضات لا تعني الاستعداد للتنازل عن كل شيء (العربية) - بريطانيا ترفع درجة التحذير من خطر الإرهاب في الإمارات إلى عال بعد أن كان تحذيراً عاما (العربية) - نقل المخرج المصري يوسف شاهين إلى باريس للعلاج من نزيف بالمخ وذلك بعد إدخاله المستشفى بغيبوبة كاملة في حالة خطرة (العربية) |     |       |      |      |
| 16 يونيو 2008 (الإثنين) | عدل | تاريخ | راقب | تصفح |

| 16 يونيو 2008 (الإثنين) | عدل | تاريخ | راقب | تصفح |

| \| 17 يونيو 2008 (الثلاثاء) \| عدل \| تاريخ \| راقب \| تصفح \| |     |       |      |      |
| - حماس تكشف تفاصيل اتفاق التهدئة مع إسرائيل في غزة (الجزيرة) - غضب أردني من مقترح أميركي لتوطين الفلسطينيين (الجزيرة) - التحالف والجيش الأفغاني يستعدان لمهاجمة طالبان بقندهار (الجزيرة) - مقتل شخصين في اشتباكات بالبقاع الأوسط اللبناني (الجزيرة) - آل غور يدعم أوباما ويوجه انتقادات لاذعة لإدارة بوش-(سي إن إن) |     |       |      |      |
| 17 يونيو 2008 (الثلاثاء) | عدل | تاريخ | راقب | تصفح |

| 17 يونيو 2008 (الثلاثاء) | عدل | تاريخ | راقب | تصفح |

| \| 18 يونيو 2008 (الأربعاء) \| عدل \| تاريخ \| راقب \| تصفح \| |     |       |      |      |
| - إسرائيل تؤكد قبول اتفاق التهدئة مع حماس في غزة (رويترز) - مساعد ساركوزي: أولمرت والأسد قد يلتقيان في باريس (رويترز) - توقعات باتفاق وشيك لتبادل الأسرى بين إسرائيل وحزب الله وأولمرت مستعد لبحث وضع مزارع شبعا في مفاوضات مع لبنان (العربية) - زيباري: مرونة أمريكية حول الاتفاق الأمني (بي بي سي) - الكونغرس يدين طرق استجواب معتقلي جوانتنامو (بي بي سي) - مقتل 11 شخصا في اشتباكات مقديشو (بي بي سي) - الجيش الأفغاني والناتو يبدآن عملية ضد طالبان (بي بي سي) - تشاد تعلن تحقيق نصر حاسم على المتمردين (الجزيرة) - طهران تؤكد رفضها تعليق تخصيب اليورانيوم (الجزيرة) |     |       |      |      |
| 18 يونيو 2008 (الأربعاء) | عدل | تاريخ | راقب | تصفح |

| 18 يونيو 2008 (الأربعاء) | عدل | تاريخ | راقب | تصفح |

| \| 19 يونيو 2008 (الخميس) \| عدل \| تاريخ \| راقب \| تصفح \| |     |       |      |      |
| - إسرائيل تعلن إجراء مفاوضات غير مباشرة مع حماس بشأن الأسرى وذلك بعد سريان اتفاق التهدئة بين الجانبين (العربية) - مشادة حادة بين عمرو موسى والرئيس الإسرائيلي في مؤتمر البتراء (العربية) - القوات العراقية تعتقل نائب محافظ ميسان في عملية بشائر السلام وعشرات المسلحين سلموا أسلحتهم قبل بدء العملية (العربية) |     |       |      |      |
| 19 يونيو 2008 (الخميس) | عدل | تاريخ | راقب | تصفح |

| 19 يونيو 2008 (الخميس) | عدل | تاريخ | راقب | تصفح |

| \| 20 يونيو 2008 (الجمعة) \| عدل \| تاريخ \| راقب \| تصفح \|                                              |     |       |      |      |
| - البرادعي: ضرب إيران سيحيل المنطقة "كرة من لهب" (بي بي سي) - أعضاء في القاعدة قتلوا في العراق (بي بي سي) |     |       |      |      |
| 20 يونيو 2008 (الجمعة)                                                                                    | عدل | تاريخ | راقب | تصفح |

| 20 يونيو 2008 (الجمعة) | عدل | تاريخ | راقب | تصفح |

| \| 21 يونيو 2008 (السبت) \| عدل \| تاريخ \| راقب \| تصفح \| |     |       |      |      |
| - طهران تهدد بالرد بقوة وواشنطن تفضل الدبلوماسية (الجزيرة) - بان كي مون يعتزم إحالة بعض السلطات بكوسوفو للمراقبين الأوروبيين (الجزيرة) - معارضة زيمبابوي تدرس خوض تسفانغيراي الجولة الثانية من الانتخابات وأوروبا تهدد بمزيد من العقوبات (الجزيرة) - الإتحاد الأوروبي يقرر مواصلة المصادقة على معاهدة لشبونة رغم رفض الأيرلنديين لها (الجزيرة) - البرادعي: ضرب إيران سيحيل المنطقة كرة من لهب (بي بي سي) - أعضاء في القاعدة قتلوا في العراق (بي بي سي) - كاسترو ينتقد نفاق الأوروبيين (بي بي سي) |     |       |      |      |
| 21 يونيو 2008 (السبت) | عدل | تاريخ | راقب | تصفح |

| 21 يونيو 2008 (السبت) | عدل | تاريخ | راقب | تصفح |

| \| 22 يونيو 2008 (الأحد) \| عدل \| تاريخ \| راقب \| تصفح \| |     |       |      |      |
| - مفتشو وكالة الطاقة يبدأون تحقيقا بسوريا حول مشروع نووي مفترض (العربية) - 11 جريحا في مواجهات بين أنصار المعارضة والموالاة في شمال لبنان (العربية) - القوات العراقية تعتقل 10 مطلوبين مهمين جداً في مدينة العمارة (العربية) - مؤتمر دولي للبترول في جدة وسط خلاف حول سبب ارتفاع أسعاره (العربية) - إيران ستوجه رداً مدمراً على أي هجوم (رويترز) - الأمم المتحدة تحذر من أزمة غذاء محتملة في دارفور (رويترز) - تسفانجيراي ينسحب من انتخابات الإعادة لرئاسة زيمبابوي (رويترز) - متمردو تشاد يقولون أن الرئيس ديبي يرفض الحوار (رويترز) |     |       |      |      |
| 22 يونيو 2008 (الأحد) | عدل | تاريخ | راقب | تصفح |

| 22 يونيو 2008 (الأحد) | عدل | تاريخ | راقب | تصفح |

| \| 23 يونيو 2008 (الإثنين) \| عدل \| تاريخ \| راقب \| تصفح \| |     |       |      |      |
| - ساركوزي أمام الكنيست: على إسرائيل وقف الاستيطان مقابل السلام (العربية) - الجيش اللبناني يبدأ بقمع التجاوزات بمناطق الاشتباكات بطرابلس والمواجهات أسفرت عن 9 قتلى و50 جريحاً (العربية) - الإتحاد الأوروبي يتجه لتشديد العقوبات على إيران (الجزيرة) - أميركا تدعو لمعاقبة زيمبابوي بعد انسحاب المعارضة (الجزيرة) - رئيس وزراء العراق يتعهد بفرض القانون في العمارة (رويترز) |     |       |      |      |
| 23 يونيو 2008 (الإثنين) | عدل | تاريخ | راقب | تصفح |

| 23 يونيو 2008 (الإثنين) | عدل | تاريخ | راقب | تصفح |

| \| 24 يونيو 2008 (الثلاثاء) \| عدل \| تاريخ \| راقب \| تصفح \| |     |       |      |      |
| - الرباعية تبحث فرص السلام وتقيم التهدئة في غزة (الجزيرة) - أنباء عن قرب إعلان أولمرت استقالته (الجزيرة) - هدوء بطرابلس وسليمان يستضيف قمة لزعماء الطوائف (الجزيرة) - زيمبابوي تتمسك بموعد انتخابات الإعادة رغم التهديدات الدولية (الجزيرة) |     |       |      |      |
| 24 يونيو 2008 (الثلاثاء) | عدل | تاريخ | راقب | تصفح |

| 24 يونيو 2008 (الثلاثاء) | عدل | تاريخ | راقب | تصفح |

| \| 25 يونيو 2008 (الأربعاء) \| عدل \| تاريخ \| راقب \| تصفح \| |     |       |      |      |
| - بوش يؤكد على ضرورة رضا بغداد عن الاتفاق الأمني (بي بي سي) - طالبان تقتل 22 من رجال القبائل في باكستان (بي بي سي) - قمة أفريقية تدعو إلى إرجاء انتخابات الإعادة في زيمبابوي (بي بي سي) - إسرائيل تقرر إبقاء معابر غزة مغلقة بعد هجوم صاروخي من القطاع وحزب العمل يتراجع عن طرح قانون يؤدي لإسقاط حكومة أولمرت (العربية) - السعودية توقف 520 متطرفاً شكلوا خلايا لمهاجمة منشآت أمنية ونفطية (العربية) - ملكة بريطانيا تسلم سلمان رشدي وسام الفارس تقديراً لخدماته الأدبية (العربية) |     |       |      |      |
| 25 يونيو 2008 (الأربعاء) | عدل | تاريخ | راقب | تصفح |

| 25 يونيو 2008 (الأربعاء) | عدل | تاريخ | راقب | تصفح |

| \| 26 يونيو 2008 (الخميس) \| عدل \| تاريخ \| راقب \| تصفح \| |     |       |      |      |
| - التفجيرات المتنقلة بين نينوى والأنبار تقتل 40 عراقياً وتجرح العشرات ولجنة برلمانية تصف أوضاع المعتقلين في السجون العراقية بالمأساوية (العربية) - كتائب الأقصى تقصف إسرائيل بصاروخين وتعتبر تهدئة حماس خيانة وإسرائيل تبقي المعابر مغلقة وموفدها يفاوض في مصر حول صفقة الأسرى (العربية) - أوباما يعتزم مزاحمة ماكين في معاقل الجمهوريين في الطريق للرئاسة مع الأمل بقلب المعادلة في بعض الولايات التي لم تصوت للديمقراطيين (العربية) - واشنطن تعد بشطب كوريا الشمالية من قائمتها السوداء وذلك بعد تقديمها للصين بيان أنشطتها النووية (الجزيرة) - السودان يقبل مبادرة فرنسا لحل أزمة دارفور (الجزيرة) |     |       |      |      |
| 26 يونيو 2008 (الخميس) | عدل | تاريخ | راقب | تصفح |

| 26 يونيو 2008 (الخميس) | عدل | تاريخ | راقب | تصفح |

| \| 27 يونيو 2008 (الجمعة) \| عدل \| تاريخ \| راقب \| تصفح \| |     |       |      |      |
| - هنية يدعو الفصائل لاحترام التهدئة وإسرائيل تبقى على معابر مغلقة مع إعادة فتح المعبر الخاص بالمحروقات (العربية) - اغتيال قاضي كبير ببغداد وبدء تطبيق برنامج حراس الأحياء (الجزيرة) - كوريا الشمالية تدمر برج مفاعلها النووي (الجزيرة) - أوكرانيا تقترح نقل الأسطول الروسي إلى السواحل السورية (الجزيرة) - الاتحاد الأفريقي يرسل بعثة تقصي حقائق لجيبوتي وإريتريا (الجزيرة) - هيلاري تدعو أنصارها إلى التصويت لأوباما (بي بي سي) - تسفانجراي يرفض الانتخابات الخدعة في زيمبابوي (بي بي سي) |     |       |      |      |
| 27 يونيو 2008 (الجمعة) | عدل | تاريخ | راقب | تصفح |

| 27 يونيو 2008 (الجمعة) | عدل | تاريخ | راقب | تصفح |

| \| 28 يونيو 2008 (السبت) \| عدل \| تاريخ \| راقب \| تصفح \| |     |       |      |      |
| - حركة الجهاد تحذر من فشل التهدئة بين فلسطين وإسرائيل (الجزيرة) - قتيلان بانفجار في مدينة طرابلس اللبنانية (الجزيرة) - رفسنجاني يستبعد هجوما إسرائيلياً على إيران وقائد الحرس يتوعد (الجزيرة) - أفريقيا تتجه لقبول انتخاب موغابي والتهديدات الغربية متواصلة (الجزيرة) - أوباما يزور الشرق الأوسط وأوروبا هذا الصيف (رويترز) - الافراج عن موظفي الأمم المتحدة المخطوفين بالصومال (رويترز) |     |       |      |      |
| 28 يونيو 2008 (السبت) | عدل | تاريخ | راقب | تصفح |

| 28 يونيو 2008 (السبت) | عدل | تاريخ | راقب | تصفح |

| \| 29 يونيو 2008 (الأحد) \| عدل \| تاريخ \| راقب \| تصفح \| |     |       |      |      |
| - إسرائيل توافق على صفقة تبادل الأسرى بجثتي جندييها لدى حزب الله (العربية) - رئيس الإمارات يرى أن تحذير الغربيين من عمليات إرهابية بلا مبرر واعتبر الإمارات طاردة للإرهاب لتوفيرها العيش الكريم للجميع (العربية) - شرطة حماس تعتقل الناطق باسم شهداء الأقصى (بي بي سي) - متكي يشكك في قدرة إسرائيل على مهاجمة إيران (بي بي سي) - إسبانيا بطل أوروبا 2008 بعد الفوز على ألمانيا (بي بي سي) |     |       |      |      |
| 29 يونيو 2008 (الأحد) | عدل | تاريخ | راقب | تصفح |

| 29 يونيو 2008 (الأحد) | عدل | تاريخ | راقب | تصفح |

| \| 30 يونيو 2008 (الإثنين) \| عدل \| تاريخ \| راقب \| تصفح \| |     |       |      |      |
| - الكنيست يصوت مبدئيا لصالح تقييد أي انسحاب من الجولان (الجزيرة) - مشروع قرار بمعاقبة زيمبابوي ودعوات لعزل موغابي أفريقياً (الجزيرة) - واشنطن توسع عملياتها السرية ضد إيران (بي بي سي) - مؤتمر قمة الاتحاد الأفريقي: دعوة للعمل الأفريقي المشترك لتخفيف معاناة القارة (بي بي سي) - العراق يفتح باب الاستثمار في ستة حقول نفطية (بي بي سي) |     |       |      |      |
| 30 يونيو 2008 (الإثنين) | عدل | تاريخ | راقب | تصفح |

| 30 يونيو 2008 (الإثنين) | عدل | تاريخ | راقب | تصفح |